# Aeroportul Fitzroy Crossing
Aeroportul Fitzroy Crossing (IATA: FIZ, ICAO: YFTZ) este un aeroport din Australia de Vest, Australia.
Situat la o altitudine de 112 m, aeroportul dispune de o singură pistă. Este operat de Shire of Derby-West Kimberley⁠(d).